# Joseph Lee Han-taek
Joseph Lee Han-taek SJ (coreano: 이한택 요셉 I ; nascido em Anseong, então Império do Japão, agora Coréia do Sul, 5 de dezembro de 1934) é um clérigo sul-coreano da Igreja Católica Romana e ex-bispo de Uijeongbu.
Joseph Lee Han-taek ingressou na ordem jesuíta e foi ordenado sacerdote em 9 de junho de 1971.
Em 19 de novembro de 2001, o Papa João Paulo II o nomeou bispo auxiliar em Seul e bispo titular de Thibuzabetum. O Arcebispo de Seul e Administrador Apostólico de Pyongyang, Cardeal Nicholas Cheong Jin-Suk, concedeu sua consagração episcopal em 25 de janeiro do próximo ano; Os co-consagradores foram Andreas Choi Chang-mou, Arcebispo de Gwangju e John Chang-yik, Bispo de Chuncheon.
Em 5 de julho de 2004, foi nomeado Bispo de Uijeongbu. 
Em 26 de fevereiro de 2010, o Papa Bento XVI aceitou sua aposentadoria por idade.